# Эрбин ап Эрбиг
Эрбин ап Эрбиг (валл. Erbin ap Erbig; V век) — король в юго-восточном Уэльсе, в начале V века.
Эрбин был сыном Эрбика ап Мейрига ап Карадога, и женат на дочери Константина, где под Константином подразумевается Кустенин ап Максен, сын Магна Максима. По другой версии, специалиста по генеалогии, Грифида Хиратога, Эрбин, сын Эдрика ап Крейрви ап Мейриг ап  Мейрхион ап Гурган Фрих ап Артвайл ап Эйнит ап Гуртуфин ап Куриг Мавр ап Мейрхион ап Оуайн ап Килин(Коэлин) ап Каратак.
Ничего подробного о его жизни неизвестно. У него, возможно, было три сына — Иднерт, Ниннио и Пейбио.